# Lijst van zoogdieren in Nieuw-Zeeland
Dit is een lijst van zoogdieren die in het wild voorkomen in en bij Nieuw-Zeeland.

## OrdeKlimbuideldieren(Diprotodontia)

### FamilieKoeskoezen(Phalangeridae)
- Voskoesoe (Trichosurus vulpecula) (geïntroduceerd)

### FamilieKangoeroes(Macropodidae)
- Tammarwallaby (Macropus eugenii) (geïntroduceerd)
- Parmawallaby (Macropus parma) (geïntroduceerd)
- Bennettwallaby (Macropus rufogriseus) (geïntroduceerd)
- Kwaststaartrotskangoeroe (Petrogale penicillata) (geïntroduceerd)
- Moeraswallaby (Wallabia bicolor) (geïntroduceerd)

## OrdeVleermuizen(Chiroptera)

### FamilieNieuw-Zeelandse vleermuizen(Mystacinidae)
- Grote Nieuw-Zeelandse vleermuis (Mystacina robusta) (uitgestorven)
- Nieuw-Zeelandse vleermuis (Mystacina tuberculata)

### FamilieGladneuzen(Vespertilionidae)
- Chalinolobus tuberculatus

## OrdeRoofdieren(Carnivora)

### FamilieKatachtigen(Felidae)
- Verwilderde kat (Felis catus) (geïntroduceerd)

### FamilieMarterachtigen(Mustelidae)
- Hermelijn (Mustela erminea) ( geïntroduceerd)
- Wezel (Mustela nivalis) (geïntroduceerd)
- Bunzing (Mustela putorius) (geïntroduceerd)

### FamilieOorrobben(Otariidae)
- Australische zeebeer (Arctocephalus forsteri)
- Subantarctische zeebeer (Arctocephalus tropicalis)

## OrdeOnevenhoevigen(Perissodactyla)

### FamiliePaardachtigen(Equidae)
- Verwilderde ezel (Equus asinus) (geïntroduceerd)

## OrdeEvenhoevigen(Artiodactyla)

### FamilieVarkens(Suidae)
- Wild zwijn (Sus scrofa) (geïntroduceerd)

### FamilieHolhoornigen(Bovidae)
- Verwilderde geit (Capra hircus) (geïntroduceerd)
- Himalayathargeit (Hemitragus jemlahicus) (geïntroduceerd)
- Gems (Rupicapra rupicapra) (geïntroduceerd)

### FamilieHerten(Cervidae)
- Eland (Alces alces) (geïntroduceerd)
- Damhert (Dama dama) (geïntroduceerd)
- Edelhert (Cervus elaphus) (geïntroduceerd)
- Wapiti (Cervus (elaphus) canadensis) (geïntroduceerd)
- Sikahert (Cervus nippon) (geïntroduceerd)
- Javaans hert (Cervus timoriensis) (geïntroduceerd)
- Sambar (Cervus unicolor) (geïntroduceerd)
- Witstaarthert (Odocoileus virginianus) (geïntroduceerd)

## OrdeWalvissen(Cetacea)

### FamilieEchte walvissen(Balaenidae)
- Zuidkaper (Eubalaena australis)

### FamilieVinvissen(Balaenopteridae)
- Dwergvinvis (Balaenoptera acutorostrata)
- Antarctische dwergvinvis (Balaenoptera bonaerensis)
- Noordse vinvis (Balaenoptera borealis)
- Brydevinvis (Balaenoptera edeni)
- Blauwe vinvis (Balaenoptera musculus)
- Gewone vinvis (Balaenoptera physalus)
- Bultrug (Megaptera novaeangliae)

### FamilieDwergwalvis(Neobalaenidae)
- Dwergwalvis (Caperea marginata)

### FamiliePotvissen(Physeteridae)
- Dwergpotvis (Kogia breviceps)
- Kleinste potvis (Kogia sima)
- Potvis (Physeter catodon)

### FamilieBruinvissen(Phocoenidae)
- Brilbruinvis (Phocoena dioptrica)

### FamilieSpitssnuitdolfijnen(Ziphiidae)
- Zuidelijke zwarte dolfijn (Berardius arnuxii)
- Zuidelijke butskop (Hyperoodon planifrons)
- Bowdoinspitssnuitdolfijn (Mesoplodon bowdoini)
- Spitssnuitdolfijn van Blainville (Mesoplodon densirostris)
- Japanse spitssnuitdolfijn (Mesoplodon ginkgodens)
- Spitssnuitdolfijn van Gray (Mesoplodon grayi)
- Hectorspitssnuitdolfijn (Mesoplodon hectori)
- Layardspitssnuitdolfijn (Mesoplodon layardii)
- Truespitssnuitdolfijn (Mesoplodon mirus) (mogelijk)
- Humboldtspitssnuitdolfijn (Mesoplodon peruvianus)
- Mesoplodon traversii
- Spitssnuitdolfijn van Tasmanië (Tasmacetus shepherdi)
- Dolfijn van Cuvier (Ziphius cavirostris)

### FamilieDolfijnen(Delphinidae)
- Hectordolfijn (Cephalorhynchus hectori)
- Kaapse dolfijn (Delphinus capensis)
- Gewone dolfijn (Delphinus delphis)
- Indische griend (Globicephala macrorhynchus)
- Griend (Globicephala melas)
- Gramper (Grampus griseus)
- Zandloperdolfijn (Lagenorhynchus cruciger)
- Donkergestreepte dolfijn (Lagenorhynchus obscurus)
- Zuidelijke gladde dolfijn (Lissodelphis peronii)
- Orka (Orcinus orca)
- Veeltandgriend (Peponocephala electra)
- Zwarte zwaardwalvis (Pseudorca crassidens)
- Slanke dolfijn (Stenella attenuata)
- Gestreepte dolfijn (Stenella coeruleoalba)
- Langsnuitdolfijn (Stenella longirostris)
- Snaveldolfijn (Steno bredanensis)
- Tuimelaar (Tursiops truncatus)

## OrdeHaasachtigen(Lagomorpha)

### FamilieHazen(Leporidae)
- Haas (Lepus europaeus) (geïntroduceerd)
- Konijn (Oryctolagus cuniculus) (geïntroduceerd)

## OrdeKnaagdieren(Rodentia)

### FamilieMuridae
- Huismuis (Mus musculus) (geïntroduceerd)
- Polynesische rat (Rattus exulans) (geïntroduceerd)
- Bruine rat (Rattus norvegicus) (geïntroduceerd)
- Zwarte rat (Rattus rattus) (geïntroduceerd)

## OrdeEgels(Erinaceomorpha)

### FamilieEgels(Erinaceidae)
- Europese egel (Erinaceus europaeus) (geïntroduceerd)